# Carsten Schlangen
Carsten Schlangen (* 31. prosince 1980, Meppen, Dolní Sasko) je německý atlet, běžec, který se věnuje středním tratím.
Největší úspěch své kariéry zaznamenal na Mistrovství Evropy v atletice 2010 v Barceloně, kde vybojoval v čase 3:43,52 stříbrnou medaili v běhu na 1500 metrů. Nejrychleji zaběhl trať Španěl Arturo Casado, který se stal mistrem Evropy v čase 3:42,74.
V roce 2008 reprezentoval na letních olympijských hrách v Pekingu, kde postoupil z rozběhu do semifinále, v němž obsadil celkové 15. místo a do finále se neprobojoval.